# Palazzo Guenete Leul
Il Palazzo Guenete Leul, noto anche come Paradiso dei Principi o Piccolo Ghebbi o Palazzo Ras Makonnen, è un palazzo situato ad Addis Abeba, in Etiopia. Residenza imperiale fino al 1960, ospita da allora il Museo etnografico dell'Università di Addis Abeba.

## Storia
Il palazzo fu costruito tra il 1930 e il 1932 per volere di Hailé Selassié, che lo destinò a residenza imperiale, in sostituzione del Palazzo di Menelik II, che rimase la sede del governo; già nel 1931 l'edificio ospitò il principe Gustavo Adolfo di Svezia durante la sua visita di Stato in Etiopia.
In seguito all'occupazione italiana del 1936, la struttura divenne la residenza dei viceré d'Etiopia; dopo Pietro Badoglio, vi si trasferì Rodolfo Graziani, che, proprio nei giardini del palazzo, il 19 febbraio del 1937, in occasione della cerimonia per celebrare la nascita del primogenito di Umberto II di Savoia, fu ferito con altre 50 persone durante un attentato dinamitardo che causò anche 7 morti; il fatto scatenò una violenta rappresaglia da parte degli italiani, nota come strage di Addis Abeba.
L'ultimo viceré a occupare l'edificio fu il duca Amedeo d'Aosta. Dopo il crollo dell'impero coloniale italiano, nel 1941 l'imperatore Hailé Selassié tornò al potere e si ristabilì nel palazzo.
Nel 1960, nel corso di un colpo di Stato, gli ufficiali governativi furono imprigionati e uccisi nel Salone Verde dell'edificio, mentre nel parco si scatenò una violenta battaglia tra l'esercito e i ribelli; al termine dello scontro, Hailé Selassié decise di trasferirsi nel nuovo palazzo del Giubileo e donare la proprietà all'Università di Addis Abeba.
La struttura, ribattezzata Palazzo Ras Makonnen in onore del padre dell'imperatore, divenne sede del Museo etnografico e inizialmente anche della libreria dell'Istituto di studi etiopici, mentre nel grande giardino furono costruiti numerosi edifici, tra cui dormitori per studenti, librerie e laboratori.

## Descrizione

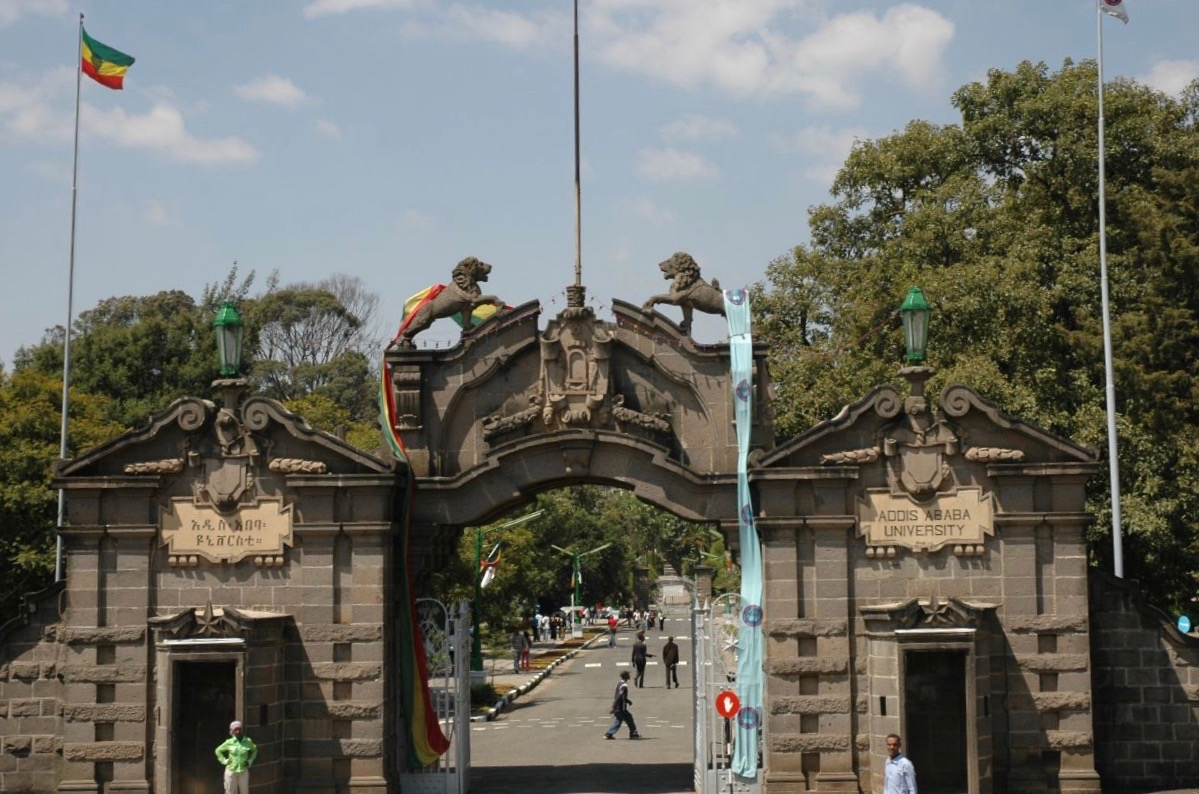
La porta d'accesso al parco

Il grande palazzo sorge all'interno di un grande parco, al termine di un viale accessibile attraverso una grande porta coronata da due statue di leoni.
L'edificio principale, sviluppato su più piani, ospita ai primi due livelli il Museo etnografico, che espone manufatti artigianali etiopi, tra cui numerosi oggetti sacri e strumenti musicali tradizionali. Al piano superiore è inoltre conservata la camera da letto imperiale di Hailé Selassié.
Nel grande giardino, arricchito anche da fontane, si trovano svariati edifici universitari e la chiesa imperiale di Menbere Leul Kidus Markos (o chiesa dell'Altare dei Principi di san Marco), voluta da Hailé Selassié.